# El Rayo-X
El Rayo-X är ett musikalbum av David Lindley som utgavs 1981 av skivbolaget Asylum Records. Det var Lindleys debutalbum som soloartist. Albumet är uppkallat efter den grupp musiker Lindley sammansatte för att spela in skivan. Musiken är inspirerad av såväl rock and roll, blues, zydeco, cajunmusik och reggae. Jackson Browne medverkar med sång på några av låtarna. Skivan blev en måttlig försäljningsframgång i USA där låten "Mercury Blues" också blev en mindre hitsingel. Albumet sålde däremot bra i Sverige och Norge.

## Låtlista
(upphovsman inom parentes)
1. "She Took Off My Romeos" (Bob "Frizz" Fuller) - 3:00
2. "Bye Bye Love" (Boudleaux Bryant, Felice Bryant) - 2:50
3. "Mercury Blues" (K. C. Douglas, Bob Geddins) - 3:33
4. "Quarter of a Man" (Bob "Frizz" Fuller) - 3:45
5. "Ain't No Way" (Bob "Frizz" Fuller) - 3:42
6. "Twist and Shout" (Phil Medley, Bert Russell) - 2:44
7. "El Rayo-X" (Jorge Calderón, David Lindley) - 2:53
8. "Your Old Lady" (Elmo Glick, O'Kelly Isley, King Curtis) - 4:14
9. "Don't Look Back" (Smokey Robinson, Ronald White) - 3:55
10. "Petit Fleur" (Solomon Feldthouse, Nancy Lindley) - 3:11
11. "Tu-Ber-Cu-Lucas and the Sinus Blues" (Huey "Piano" Smith) - 2:14
12. "Pay the Man" (David Lindley, George "Baboo" Pierre) - 3:30

## Listplaceringar
- Billboard 200, USA: #83[1]
- VG-lista, Norge: #34[2]
- Sverigetopplistan, Sverige: #20[3]